# Lillomarka

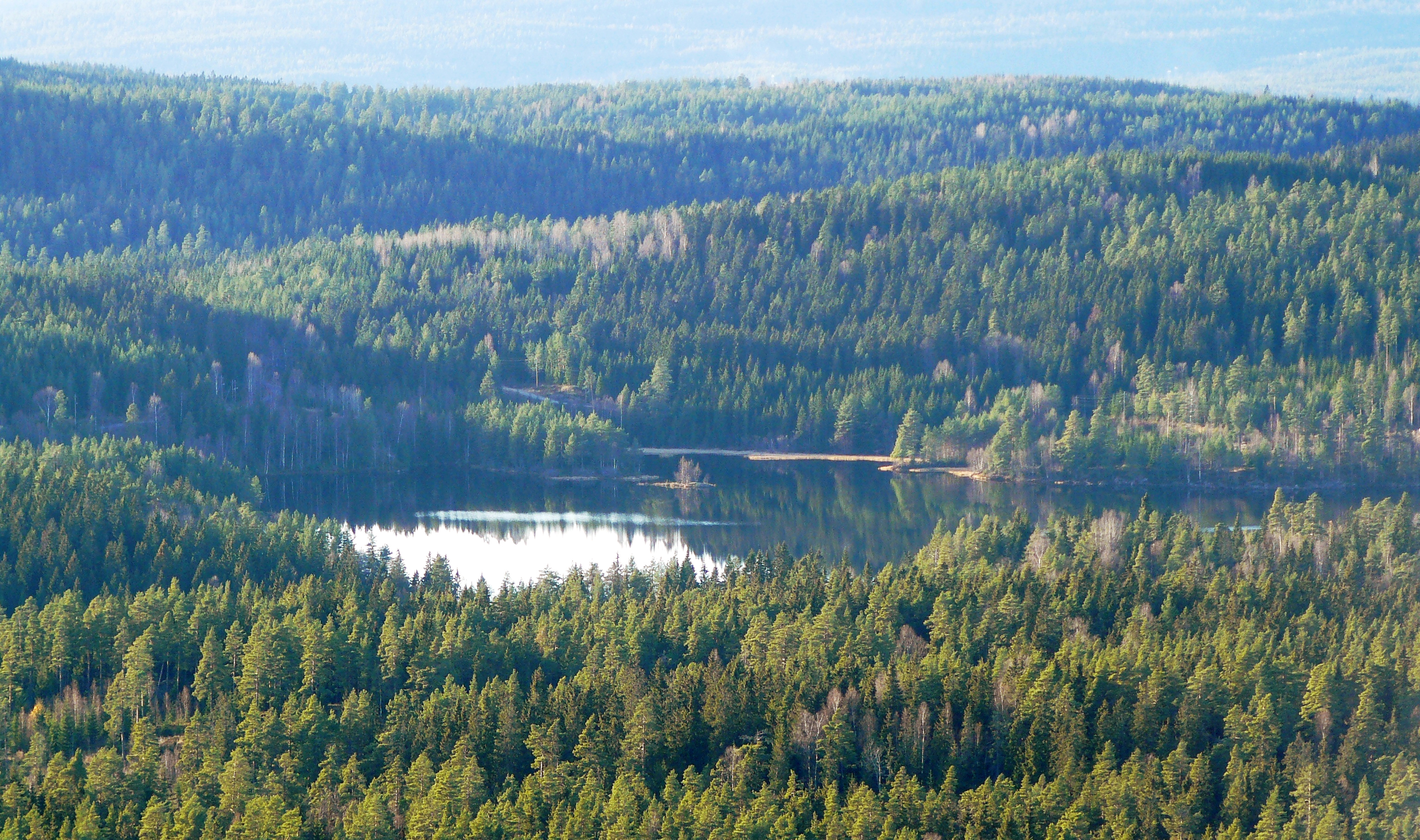
Breisjøen in Lillomarka, von Romsås aus gesehen.

Lillomarka ist ein Waldgebiet nördlich der norwegischen Hauptstadt Oslo. Es befindet sich in den Gemeinden Oslo und Nittedal.
Lillomarka ist abgegrenzt von Maridalen im Westen, Nittedal im Osten, den Osloer Stadtteilen Bjerke und Grorud im Süden sowie der Gjøvikbanen und Movatn im Norden. Westlich und nordwestlich von Lillomarka liegt Nordmarka. In Lillomarka liegen unter anderem die alten Gothalfske gruver, die Trinkwasserquelle Alnsjøen und das Versteck von Meisterdieb Ole Høiland aus den 1830er Jahren. Auf dem Linderudkollen liegen beliebte Trainingsanlagen für Skispringer. Bei Ammerud und Grorud liegt zudem der Steinbruvann.